# Mercedes McCambridge
Mercedes McCambridge (née Carlotta Mercedes Agnes McCambridge) est une actrice américaine née le 16 mars 1916 à Joliet (Illinois) et morte le 2 mars 2004 à La Jolla (Californie). Elle a notamment obtenu un Oscar et un Golden Globe de la meilleure actrice dans un second rôle pour son rôle dans le film Les Fous du roi. Elle possède également deux étoiles sur Hollywood Boulevard.

## Filmographie sélective
- 1949 : Les Fous du roi (All the King’s Men) de Robert Rossen : Sadie Burke
- 1949 : One Man's Family (en) (série TV) de Clark Jones et Jack Smight : Beth Holly #1 (1949-1950)
- 1951 : Inside Straight de Gerald Mayer : Ada Stritch
- 1951 : Le Foulard (The Scarf) d'Ewald André Dupont : Connie Carter
- 1951 : Lightning Strikes Twice de King Vidor : Liza McStringer
- 1954 : Johnny Guitare (Johnny Guitar) de Nicholas Ray : Emma Small
- 1956 : Géant (Giant) de George Stevens : Luz Benedict
- 1957 : L’Adieu aux armes (A Farewell to Arms) de Charles Vidor : Miss Van Campen
- 1958 : La Soif du mal (Touch of Evil) d’Orson Welles : Gang leader
- 1959 : Soudain l’été dernier (Suddenly, Last Summer) de Joseph L. Mankiewicz : Mrs. Grace Holly
- 1960 : La Ruée vers l’Ouest (Cimarron) d’Anthony Mann : Mrs. Sarah Wyatt
- 1961 : Angel Baby (en) de Paul Wendkos : Sarah Strand
- 1962 : Bonanza (TV) saison 3 épisode 17 (La dame de Baltimore) : Deborah Banning
- 1965 : Run Home Slow de Ted Brenner : Nell Hagen
- 1968 : Piège à San Francisco de Józef Lejtes : Frances
- 1969 : Les Brûlantes (99 mujeres) de Jesús Franco : Thelma Diaz
- 1969 : Justine ou les Infortunes de la vertu (Marquis de Sade's Justine) de Jesús Franco : Madame Dusbois
- 1972 : De l'autre côté du vent (The Other Side of the Wind) d'Orson Welles : Maggie
- 1972 : Killer by Night (TV) de Bernard McEveety : Sister Sarah
- 1972 : Two for the Money (TV) de Bernard L. Kowalski : Mrs. Castle
- 1973 : The Girls of Huntington House (en) (TV) de Alf Kjellin : Doris McKenzie
- 1973 : The President’s Plane Is Missing (TV) de Daryl Duke : Hester Madigan
- 1973 : Sixteen de Lawrence Dobkin : Ma Irtley
- 1973 : L’Exorciste (The Exorcist) de William Friedkin : Pazuzu (voix)
- 1975 : Le Dahlia noir (Who Is the Black Dahlia?) (TV) de Joseph Pevney : Grandmother
- 1977 : Thieves de John Berry : Street Lady
- 1978 : Drôles de dames, meurtre à la station thermale  de Larry Stewart : Norma.
- 1979 : The Sacketts (en) (TV) de Robert Totten : Ma Sackett
- 1979 : Airport 80 Concorde (The Concorde … Airport ’79) de David Lowell Rich : Nelli
- 1983 : Echoes de Arthur Allan Seidelman : Lillian Gerben
- 1983 : Lyman H. Howe’s High Class Moving Pictures (TV) (moyen-métrage) de Ben Levin et Carol S. Nelson : Narrateur (voix)
- 1992 : Histoires fantastiques de Brad Bird : Miss Lestrange (segment "Family Dog") (voix)

### Récompenses
- Oscar de la meilleure actrice dans un second rôle pour son rôle dans le film Les Fous du roi.
- Golden Globe de la meilleure actrice dans un second rôle pour son rôle dans le film Les Fous du roi.